# Industristyrelsen
Industristyrelsen (finska: Teollisuushallitus) var ett finländskt centralt ämbetsverk, som grundades 1885 för att övervaka och främja landets industri.
Industristyrelsen efterträdde Manufakturdirektionen och Bergsstyrelsen. Det ansvarade bland annat för frågor om patent och varumärken, översyn av Yrkesinspektionen och Geologiska kommissionen samt översyn av tekniska och handelsskolor. 
Industristyrelsen leddes av en överintendent. Den upphörde 1918 och ersattes av Handels- och industristyrelsen.